# Антитромбин

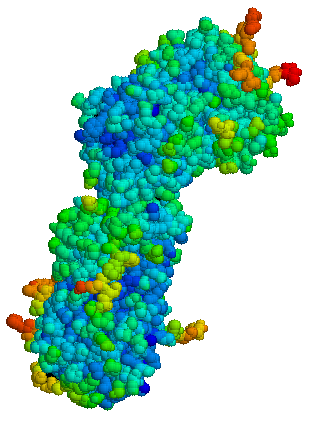
Антитромбин

Антитромбин — основной плазменный белковый фактор, синтезируется, в основном, в сосудистом эндотелии и клетках печени. Оказывает основное угнетающее (антикоагуляционное) действие на процессы свёртывания крови.

## Свойства
Состоит из двух различных функциональных доменов — гепарин-связывающего и гепарин-ингибирующего. Это основной плазматический белок в механизме инактивации тромбина (до 75 % угнетающей тромбин способности плазмы).
При самостоятельном воздействии инактивация тромбина протекает медленно, по нарастающей. При наличии гепарина процесс инактивации развертывается очень быстро. Поэтому антитромбин III называют плазменным кофактором гепарина. Но в случае значительного снижения уровня антитромбина III гепарин почти не оказывает своего антикоагулянтного действия.
Антитромбин III также принимает активное участие в инактивации факторов VIIA, IXA, XA, XIA, XIIA. Механизм инактивации посредством антитромбина III состоит в образовании комплекса, в котором происходит необратимое соединение молекулы тромбина и молекулы антитромбина III. Снижение уровня антитромбина III свидетельствует о риске возникновения тромбоза.
Значение антитромбина III повышено в следующих случаях:
- Воспалительные процессы.
- Острый гепатит.
- Холестаз.
- Дефицит витамина К.
- Прием антикоагулянтов.
- Тяжелый острый панкреатит.
- Рак поджелудочной железы.
- Менструация.
- Лечение анаболическими препаратами.

Значение антитромбина III понижено в следующих случаях:
- Врожденный дефицит.
- Атеросклероз.
- Последний триместр беременности.
- После хирургических операций.
- При заболеваниях печени (хронические гепатиты, цирроз).
- Острый ДВС-синдром.
- Хроническая печёночная недостаточность.
- Тромбоэмболия.
- Сепсис.
- Длительное введение гепарина.
- Прием пероральных контрацептивов.
- Нефротический синдром